# Zaburzenia czynności skurczowej macicy
Osłabiona czynność skurczowa (rodzaj dystocji skurczowej, nieprawidłowość działania sił wydalających)
Następujące po sobie skurcze mięśnia macicy, które występują ze zbyt małą częstotliwością, są zbyt krótkie i za słabo nasilone, by mogły zainicjować postęp porodu. Ciśnienie wewnątrzmaciczne waha się wówczas od 24 do 30mm Hg. Osłabienie czynności skurczowej może być spowodowane wypełnieniem pęcherza moczowego ciężarnej. W większości przypadków jego opróżnienie powoduje naturalne wznowienie prawidłowej akcji skurczowej. 
Osłabienie czynności skurczowej może występować również fizjologicznie, jako krótkotrwała przerwa w skurczach towarzysząca pęknięciu pęcherza płodowego.
Wyróżnia się:
• Pierwotne osłabienie czynności skurczowej – od początku porodu obserwuje się skurcze nieprawidłowe, tzn. zbyt krótkie, zbyt słabe i zbyt rzadko występujące, by mogły spowodować postęp porodu. Przyczyną tego stanu może być nadmierne rozciągnięcie mięśnia macicy (np. w wyniku wielorództwa, wielowodzia, makrosomii płodu, ciąży wielopłodowej) lub otyłości ciężarnej.
• Wtórne osłabienie czynności skurczowej – w trakcie porodu, po dłuższym czasie trwania prawidłowych skurczów obserwuje się skrócenie, osłabienie natężenia i wydłużenie przerw międzyskurczowych. Ta nieprawidłowość może być spowodowana zmęczeniem mięśnia macicy w wyniku pracy podczas przedłużającej się akcji porodowej, zbyt intensywnej indukcji porodu (np. oksytocyną) lub pokonywania przeszkód porodowych, jak np. nieprawidłowe ułożenie płodu i jego złe wstawianie do kanału rodnego czy też wady budowy miednicy i macicy kobiety.
Skurcze hipertoniczne
Skurcze macicy, w przebiegu których obserwuje się zwiększone napięcie spoczynkowe ścian mięśnia macicy w przerwie międzyskurczowej, lub podwyższone ciśnienie wewnątrzmaciczne (>12mm Hg) w tym czasie. Najsilniejszą formą tego typu skurczów jest toniczny skurcz macicy lub skurcze toniczne. Przyczyną tego zjawiska może być nadmierne napięcie spoczynkowe mięśnia macicy, wtórnie wzmożone napięcie mięśnia macicy podczas tachystolii lub nadmierne rozciągnięcie mięśnia macicy wskutek wystąpienia ciąży bliźniaczej lub wielowodzia.
Rozkojarzona czynność skurczowa
Występuje w wyniku powstawania skurczów wieloogniskowo, tzn. w wielu różnych obszarach mięśnia macicy. Obserwowane są charakterystyczne skurcze podwójne, tzw. dwugarbne.
Nadmierna czynność skurczowa
Sytuacja, w której podczas porodu skurcze występują za często, są nadmiernie nasilone i zbyt długie. W okresie rozwierania szyjki macicy występują ponad 4 skurcze/10min, a ciśnienie wewnątrzmaciczne waha się w granicach ponad 80-90mm Hg.